# Galații Bistriței (gmina)
Galații Bistriței – gmina w Rumunii, w okręgu Bistrița-Năsăud. Obejmuje miejscowości Albeștii Bistriței, Dipșa, Galații Bistriței, Herina i Tonciu. W 2011 roku liczyła 2201 mieszkańców.